# Aeroporto Internazionale di Durban
L'Aeroporto Internazionale di Durban è un aeroporto situato vicino a Durban, in Sudafrica.
La pista, già scalo aeroportuale civile fino al 2010, è utilizzata dalle vicine installazioni militari.
Nell'anno fiscale 2007 (da aprile 2007 a marzo 2008) ha visto transitare 4,4 milioni di passeggeri.
L'aeroporto è stato chiuso nel 2010, quando è stato completato il nuovo aeroporto internazionale King Shaka.